# 河上京子
河上 京子（かわかみ きょうこ、1967年 - ）は、日本のゲームプロデューサー。株式会社カエルパンダ代表取締役。

## 経歴
ゲーム業界で仕事をする以前にはアパレル業界でジュエリーのプロデューサー兼デザイナーとして働いており、またゲーム好きでもあったことからゲームショップでのアルバイトも行っていた。そうした中でジュエリーづくりに対して行き詰まりを感じ始め、一方でゲームの企画の仕事をしたいという気持ちが湧いたことからゲーム会社への転職を決め、以降、複数の会社を転々としながら企画の勉強を重ねる。
2001年にジー・モードに入社し、『ゆるゆる劇場』シリーズや『魔王カムパニー』などのソフトを手掛ける。2011年12月31日に退社してスパイシーソフトに移籍し、スマートフォンに特化したゲームブランド「HEMP」を立ち上げる。その後退社し、2013年2月14日に株式会社カエルパンダを設立する。

## プロデュース作品
- ゆるゆる劇場シリーズ
- 勇者死す。
- マジカルドロップシリーズ
- 魔王カムパニーシリーズ
- マジカルファンタジスタシリーズ
- セパスチャンネル
- DRAGON×DRAGONシリーズ
- 12GEMs
- なんでもルーレット!
- 焼きたて!!ドミノ・ピザ
- 俺の戦隊オレンジャー
- 侍霊シリーズ
- ラックルパックル
- ラビットラビリンス2 ～エンゲージ～
- レスキューわんこ
- トランプ占い2in1
- ドラゴンタワー
- グラビティ・スライダー
- おばあちゃんちシリーズ

など

## 映像作品
- 学校の階段 (2007/邦画)　 製作
- ケータイ少女 ～恋の課外授業～ (2007/TV)　企画

## 関連人物
- 桝田省治
- 伊藤賢治
- 山下しゅんや
- 飯淳
- 宮路武
- 青木俊直
- 長木一記
- 大味健一郎